# Arthur Korn
Arthur Korn (20 de mayo de 1870, Breslavia, Alemania – 21 de diciembre  de 1945, Jersey City, Nueva Jersey) fue un físico, matemático e inventor alemán. Participó en la creación del fax, concretamente en la trasmisión de fotogramas o telefoto, conocido como el Belinógrafo, que está relacionado con los primeros intentos de desarrollar un sistema práctico de televisión mecánica.

## Vida
Era hijo de Jewish Moritz y Malwine Schottlaender. Pasó sus años de educación media en Breslavia y Berlín. Comenzó con 15 años sus estudios de física y matemáticas en Leipzig, de donde se graduó en 1890. Después de eso estudió en Berlín, París, Londres y Wurzburgo. En 1895 empezó a trabajar como profesor de derecho en la Universidad de Múnich, y se le otorgó la cátedra en 1903. En 1914 aceptó la cátedra de física en el Instituto Técnico de Berlín. 
Al ser descendiente de judíos, Korn perdió su puesto en 1935 con el surgimiento del Partido Nazi. En 1939 abandonó Alemania con su familia y se mudó a los Estados Unidos, a través de México. Allí, consiguió la cátedra de física y matemática en el Instituto Técnico Stevens en Hoboken (Nueva Jersey). Murió en la Jersey City, Nueva Jersey en 1945.

## Pionero en telecomunicaciones
Experimentó y escribió sobre fotografía a larga distancia, el fototeleautógrafo.
Fue pionero en el uso de las células fotosensibles de selenio para suplantar la función de la aguja, y usó una Lámpara de Nernst como fuente de luz. El 18 de octubre de 1906, consiguió trasmitir una fotografía del príncipe heredero William en una distancia de 1800 km.
En una conferencia en Viena en 1913, hizo una demostración de la primera trasmisión visual telegráfica exitosa de una grabación cinematográfica. Bajo la atención de todos los medios en 1923, trasmitió con éxito una imagen del Papa Pío XI a través del océnao Atlántico, desde Roma hasta Bar Harbor (Maine), lo cual se calificó como un "milagro de la ciencia moderna". Desde 1928 en adelante, la policía alemana usó el sistema de Korn para enviar fotografías y huellas dactilares, aunque el "fototelégrafo" ya se había usado en 1907 para arrestar a un ladrón en el banco Stuttgart en Londres, además de en los medios de comunicación, con en el periódico francés l'Illustration que formaba parte de un monopolio francés que duró hasta 1909.
También trabajó en la teoría del potencial y en los cálculos de algunas fórmulas físicas.

## Trabajos

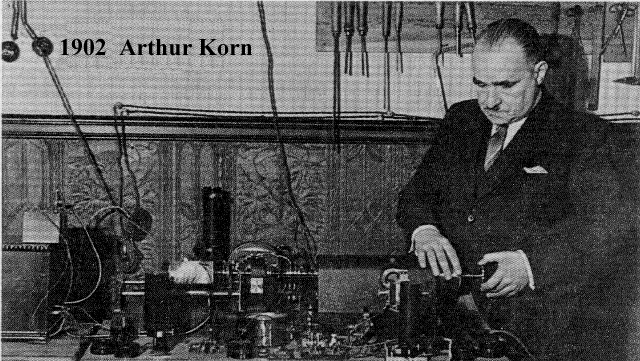
Korn participó en el desarrollo del fax, concretamente en la trasmisión de fotogramas o telefotografía, conocida como Belinógrafo, relacionado con los primeros intentos de desarrollar un sistema de televisión mecánica práctica.

- Eine Theorie der Gravitation und der elektrischen Erscheinungen auf Grundlage der Hydrodynamik (2ª ed. 1896)
- Ueber Molecular-Funktion (1897)
- Lehrbuch der Potentialtheorie (Berlín, 1899–1901)
- Freie und erzwungene Schwingungen (1910)
- Handbuch der Fototelegrafía (1911)
- Bildrundfunk con Eugen Nesper (1926)

También contribuyó con numerosos artículos en revistas como Berichte der Bayrischen Akademie der Wissenschaft, Comptes rendus de l'Académie des Sciences, y Naturwissenschaftliches Wochenschrift.